# Dienstleistungsmarke
Eine Dienstleistungsmarke (eigentlich Dienstleistermarke) (englisch service mark oder service brand) ist eine spezielle Form von Unternehmensmarke. Sie kann zwei Bedeutungen haben:
- eine Marke im juristischen Sinne, d. h. ein einzigartiges, rechtlich geschütztes Zeichen, dessen Inhaber ein Dienstleister ist;
- eine Marke im Sinne des Marketings, d. h. ein Bündel von Eigenschaften, die für die Leistungen des Dienstleisters charakteristisch sind.

Beide Markenaspekte sollen die Zielgruppen des Dienstleisters in die Lage versetzen, Leistungen des Dienstleisters eindeutig von konkurrierenden Dienstleistungen anderer Dienstleister zu unterscheiden (Herkunftsfunktion durch Unterscheidungskraft).

## Markenversprechen
Wie jede Marke verkörpert auch eine Dienstleistungsmarke in der Wahrnehmung ihrer Zielgruppen eine Art „Versprechen“. Letzteres bezieht sich im Wesentlichen auf den Nutzen sowie das Qualitäts- und Preisniveau der angebotenen bzw. zu erbringenden Dienstleistungen.
Gelingt es einem Dienstleister, sein Leistungsangebot bei den Zielgruppen als Marke zu etablieren (siehe Markenführung), braucht er seine Kompetenz nicht mehr gegenüber jedem Interessenten neu glaubhaft zu machen. Vielmehr macht das Markenvertrauen, das sich aus der Bekanntheit und dem Image der Marke speist, einen Gutteil dieser Überzeugungsarbeit entbehrlich. Mit anderen Worten: Die Marke verschafft dem Dienstleister einen allgemeinen Vertrauensvorschuss, der mehr oder weniger in jedem Einzelfall zum Tragen kommt.

## Immaterialität der Dienstleistung
Im Gegensatz zu Markenzeichen auf Erzeugnissen eines Herstellers oder auf Waren eines Händlers kann eine Dienstleistungsmarke nicht auf einer Dienstleistung angebracht werden, da letztere immateriell (intangibel) ist. Ersatzweise kann der Dienstleister seine Markenzeichen an materiellen Objekten anbringen, z. B.
- auf Werbeträgern und Werbemitteln,
- auf den materiellen Bestandteilen seiner „Servicescape“[3] oder
- evtl. auf den sog. „externen Faktoren“, an denen die Dienstleistung erbracht wurde[4]

## Schwankende oder uneinheitliche Leistungsqualität
Um für die Kunden glaubwürdig zu sein, müssen die Qualitätseigenschaften und das Preisniveau, die die Kunden mit einer Dienstleistungsmarke assoziieren (Markenimage), langfristig verlässlich sein. Mit anderen Worten: Die Eigenschaften der vom Dienstleister erbrachten Dienstleistungen müssen auf lange Zeit dem Markenbild entsprechen, das der Dienstleister kommuniziert.
Die grundsätzlich besten Voraussetzungen, um diese Erwartungen kontinuierlich zu erfüllen, haben Dienstleister, die ausschließlich Routineleistungen erbringen, welche sich leicht standardisieren oder gar automatisieren lassen.
Anders ist die Situation bei Dienstleistern, deren Leistungen sich durch ein geringes Maß an Gleichförmigkeit auszeichnen. Solche sogenannten „Expertenleistungen“ lassen sich an folgenden Merkmalen erkennen:
- hoher Grad an Individualität, Innovation, Komplexität und Risiko der Aufgabe;
- hohe Anforderungen an das Wissen, das Können und die geistige Beweglichkeit (z. B. Intelligenz, Kreativität, Flexibilität) der Leistungserbringer.

Anbieter von Expertenleistungen müssen die von ihrer Marke versprochene Qualität mit jeder einzelnen Leistung neu unter Beweis stellen. Dies birgt die jederzeitige Gefahr, die von einem Kunden mit der Dienstleistungsmarke assoziierten Erwartungen zu enttäuschen und den Kunden auf absehbare Zeit oder dauerhaft zu verlieren (Reputationsrisiko).
Die Wahrscheinlichkeit eines Scheiterns wächst mit der Größe des Dienstleisters. Denn mit wachsender Belegschaft und steigendem Auftragsvolumen steigt auch die Gefahr, dass einzelne Mitarbeiter oder Arbeitsgruppen (z. B. Projektteams) ihre Aufgaben nicht zur Zufriedenheit des Kunden erfüllen. Mit wachsender Unternehmensgröße steigt auch das Risiko von „schwarzen Schafen“ in der Belegschaft, die mit einem grob fahrlässigen Verhalten das Ansehen der Dienstleistungsmarke beschädigen oder ruinieren.
Solche Dienstleister haben ein elementares Interesse daran, dass ihre Mitarbeiter eine konstante, unternehmensweit einheitliche Arbeitsqualität erzielen, um ein einheitliches (konsistentes) Markenbild abzugeben. Entsprechend hoch sind die Anforderungen dieser Unternehmen an das Qualitäts- und Risikomanagement.

### Allgemeine Darstellungen
- Manfred Bruhn, Bernd Stauss (Hrsg.): Dienstleistungsmarken. Gabler, Wiesbaden 2008, ISBN 978-3-8349-0609-0.

### Spezielle Darstellungen
- Frank Huber: Der Fußballstar als Marke. Determinanten der Markenbildung am Beispiel von Lukas Podolski. Gabler, Wiesbaden 2008, ISBN 978-3-8349-0888-9.
- Hartmut John (Hrsg.): Das Museum als Marke. Branding als strategisches Managementinstrument für Museen. Transcript, Bielefeld 2007, ISBN 978-3-89942-568-0.
- Rico Kehrer: Service Branding. Ein Beitrag zum Aufbau erfolgreicher Dienstleistungsmarken am Beispiel des Telekommunikationsmarktes. (= Europäische Hochschulschriften. Reihe V: Volks- und Betriebswirtschaft. Band 3154). Peter Lang, Frankfurt am Main 2005, ISBN 3-631-54311-5.